# Protapanteles albicentrus
Protapanteles albicentrus är en stekelart som beskrevs av Long och Van Achterberg 2008. Protapanteles albicentrus ingår i släktet Protapanteles och familjen bracksteklar. Inga underarter finns listade i Catalogue of Life.